# Agelena secsuensis
Agelena secsuensis là một loài nhện trong họ Agelenidae.
Loài này thuộc chi Agelena. Agelena secsuensis được Lendl miêu tả năm 1898.